# Коста Шокица
Коста Шокица (Жабаљ, 10. јул 1919 — Нови Сад, 26. новембар 1941) био је графички радник, комуниста, учесник Народноослободилачке борбе, један од организатора антифашистичког покрета отпора на подручју Новог Сада.

## Биографија
Рођен у Жабљу. Основну школу завршио је у Београду где је живео од 1926. године. По повратку у Нови Сад одлази на занат графичког радника у штампарији Јовановић и Богданов.
Активно се укључио у раднички покрет у Новом Саду 1936. године. Крајем 1938. године постао је  члан Савеза комунистичке омладине Југославије (СКОЈ), а 1940. године, постаје члан Комунистичке партије Југославије (КПЈ).  
Почетком 1941. године постаје члан Окружног комитета КПЈ за јужну Бачку.  
После окупације Краљевине Југославије, Коста је радио на припреми и организовању оружане борбе у Новом Саду. На предлог који су дали Коста Шокица, Радивој Ћирпанов и Борислав Продановић приступило се формирању Новосадског партизанског одреда у јулу 1941. године. 
Након слома Новосадског партизанског одреда 26. јула 1941. године Коста се укључује у диверзантске акције у Новом Саду.  
Почетком октобра на састанку ПК КПЈ донета је одлука о формирању ОК КПЈ у Новом Саду, а за њеног секретара изабран је Коста Шокица. 
Приликом оружаног сукоба на терену Шајкашке рањен је и заробљен 18. октобра 1941. године. Био је подвргнут лечењу са циљем да се физички оспособи за саслушавање и истрагу пред окупационим судом. У новембру 1941. године је скинуо завоје са себе и умро од последица крварења.
У Новом Саду клуб пензионера и једна улица носи име Косте Шокице. На углу ове улице налази се спомен плоча са његовим ликом. Плоча је рад вајара Љубомира Денковића из Новог Сада, постављена 1972. године. Плоча је 2015. година нестала, а 2022. године постављена је реплика на њено место.

## Галерија
- Улица Косте Шокице, Нови Сад
- Спомен плоча рад вајара Љубомира Денковића из Новог Сада која је постављена 1972. године на фасади објекта у истоименој улици, а пре неколико година спомен плоча је украдена, замењена репликом 2022. године
- Спомен плоча рад вајара Љубомира Денковића из Новог Сада која је постављена 1972. године на фасади објекта у истоименој улици, а пре неколико година спомен плоча је украдена, замењена репликом 2022. године
- Гроб Косте Шокице, Спомен гробље бораца НОР-а, Нови Сад